# C21H15NO3
化学式C21H15NO3（摩尔质量：329.35 g/mol）可以指：
- 溶剂紫13，CAS号：81-48-1
- 三(4-甲酰苯基)胺，CAS号：119001-43-3
- 分散蓝72，CAS号：12217-81-1

|  | 这个同类索引页列出了具有相同分子式的化学物（即同分異構體）条目。 除非您是有意链接至本页，否则应将相应条目的内部链接指向正确的条目。 |